# Tolga Kashif
Tolga Kashif (Tolga Kaşif) (* 1962 in London) ist ein britischer Komponist und Dirigent zyprisch-türkischer Abstammung.

## Werdegang
Kashif studierte Komposition am Royal College of Music und der Bristol University bei Derek Bourgeois. Er arbeitete zuerst mit dem Londoner Royal Philharmonic Orchestra und dann unter anderem mit der "City of London Sinfonia", dem "Royal Liverpool Philharmonic" und der "Northern Sinfonia". 1992 wurde er Dirigent des "National Symphony Orchestra of London".
1999 komponierte er den Soundtrack für den Animationsfilm "First Snow of Winter". 2001 folgte "The Second Star to the Left". Er schrieb auch den Soundtrack für die Fernsehproduktion "Wo dein Herz schlägt".
Ab 2000 arbeitete er mit Steven Price an verschiedenen Werbekampagnen, unter anderem für  Vodafone, Nokia, Marmite und Zürich Versicherung.

### Queen Symphony
2000 begann Kashif mit der Queen Symphony, die am 6. November 2002 mit dem Royal Philharmonic Orchestra in der Royal Festival Hall uraufgeführt wurde. Vor Ort waren Mitglieder der Band Queen sowie Freddie Mercurys Mutter Jer Bulsara. Die Aufführung wurde Europa-weit im Fernsehen übertragen. Queen Symphony war bei den Classical BRIT Awards nominiert als "Album des Jahres 2003".

### The Genesis Suite
Am 11. Oktober 2010 dirigierte Kashif im Barbican Centre in London das London Symphony Orchestra bei der Uraufführung seiner neuen Komposition The Genesis Suite. Die Musik ist inspiriert von Genesis. Die dort verwendeten Stücke (1. Land Of Confusion/Tonight, Tonight, Tonight, 2. Ripples, 3. Mad Man Moon, 4. Follow You Follow Me, 5. Fading Lights, 6. Entangled, 7. Undertow / Blood on the Rooftops) wurden nicht nur für Orchester umgeschrieben, sondern neu komponiert und beinhalten nur Spuren der Originale. Das Werk ist eher eine Anlehnung an die Genesis Suite von Nathaniel Shilkret aus dem Jahr 1945.

## Soundtracks
- Q.E.D. (TV series) (CBS, 1982)
- Where the Heart Is (1997 ITV-Serie)
- The First Snow of Winter (Silver Fox Films, 1999)
- The Second Star to the Left (Silver Fox Films, 2001)
- Fighting the War (BBC 2, 2003)

## Diskografie
- R. Strauss – Don Juan, Tod und Verklärung; Horn Konzert Nr. 1 (Dirigent, ASV Records, 1997)
- The Singer (Dirigent, EMI Classics, 2002)
- Queen Symphony (Dirigent und Komponist, London Voices, London Oratory School Choir, Royal Philharmonic Orchestra, EMI Classics, 2002, UK: Silber)[3]
- The Revealing (Dirigent, English Chamber Orchestra, New Classical, 2004)
- Choreography (Produzent und Arrangeur, Solistin: Vanessa-Mae, Sony Classical Records, 2004)
- Variations (Produzent und Arrangeur, Künstler: Maksim Mrvica, EMI, 2004)
- Best Days (Dirigent, London Metropolitan Orchestra, EMI Classics, 2005)
- The Great 2008 Seotaiji Symphony with Tolga Kashif and Royal Philharmonic (Musikalischer Direktor, Dirigent, Arrangeur, Künstler: Seotaiji, Natalia Lomeiko, Royal Philharmonic Orchestra, Seotaiji Company, 2009)

## Auszeichnungen
- 2003 Classical BRIT Awards Album of the Year Nominierung für Queen Symphony